# Arboboek
De Arboboek was in de periode van 1926 tot 1966 een boekenreeks van oorspronkelijk non-fictieboeken van socialistische leest met het doel een breed publiek te informeren. Arbo was een samentrekking van Algemene Roman Bibliotheek Ontwikkeling, een verwijzing naar N.V. Boekhandel en Uitgevers Maatschappij Ontwikkeling (BUMO), die met dit type boek op de markt kwam. BUMO is in 1929 opgegaan in De Arbeiderspers die met de reeks is verdergegaan.
Het doelgroep van de arboreeks, een arbeidersklasse die overwegend bestond uit mensen met weinig scholing, had noch de tijd noch de financiële middelen om voldoende van deze boeken af te nemen. De uitgever zocht daarom naar alternatieven om de reeks financieel haalbaar te maken. Daarmee raakte de ideologie naar de achtergrond ten gunste van fictie, wat een betere aftrek genoot. Aan de andere kant kreeg de relatief goedkope arboboek in de loop van de tijd ook een reputatie waar niet alle schrijvers mee geassocieerd wensten te worden.
Enkele goed verkopende Arboboeken uit de reeks waren Branding vooruit van Age Scheffer en De boekaniers (1964) van Dick Dreux.